# 同盟者戰爭 (前91至前88年)
同盟者戰爭（Social War，其中「Social」一字源自socii，「同盟者」之意），也叫做義大利戰爭（Italian War）或是馬爾西戰爭（Marsic War），是一場從前91年至前88年由羅馬共和國與許多義大利同盟城邦之間的戰爭。
這些城市在過去的戰爭中是羅馬的同盟，以往羅馬的主力部隊由羅馬公民組成，義大利半島上的其他同盟城邦雖有出兵的義務，但並非主力部隊，募兵制施行之後，無論是否有羅馬的公民權，待遇皆相同，亦得參與以往主力部隊執行的危險任務，同盟城邦因而感到不滿，紛紛向羅馬要求公民權，但元老院及羅馬公民則認為給與同盟城邦公民權有損自身權益，拒絕了此項要求，雙方摩擦之下，於西元前91年爆發同盟者戰爭。
最後羅馬共和國的勝利，使波河以南的義大利地區被統一在共和國之中，然而羅馬共和國亦給予所有同盟城邦公民權，導致各個城邦逐漸淪為羅馬的地方都市，而羅馬也失去了「城邦」的性質，於是義大利變成了「羅馬」這個單一的國家，此即義大利的羅馬化。

## 外部連結
- 同盟者戰爭[永久]在《中國大百科全書》
- 同盟者戰爭[永久]在《大英簡明百科》